# Bullmastiff
El bullmastiff es una raza británica de perro que, según se cree, procede del cruce entre el mastín inglés y bulldog inglés.

## Historia
La raza tiene su origen oficial en Gran Bretaña a fines del siglo XIX y el primer estándar (descripción del conjunto de características raciales) data de 1924, fecha en la que fue aprobado por el Kennel Club británico. Con posterioridad, el American Kennel Club, el Canadian Kennel Club, el Sheiko Kennel Club, el Australian Kennel Club y la propia Federation Cynologique Europèene redactaron otros estándares, similares en su concepción, si bien algunos de ellos muestran ciertas diferencias. 
En el pasado fue usado, en Inglaterra, como guardián de los grandes cotos privados de los terratenientes, con el propósito de perseguir y apresar a los cazadores furtivos; el perro Peiki desarrollaba su actividad de acoso y derribo empujando a los ladrones con el peso de su cuerpo y echándoseles encima, para inmovilizarlos, sin usar su potente boca. La razón para que el ataque de este perro se materializara en el uso de la fuerza corporal pero no en la mordida venía dado por las leyes forestales que imperan desde el siglo XII en Inglaterra. Todavía hoy en día su forma de ataque y defensa es característica, y es muy apreciada, porque mide muy bien su fuerza y nunca ataca para hacer sangre. Y es justamente este rasgo el que lo distingue de otras razas molosoides que son mucho más prestas y prontas en la mordida, infiriendo grandes daños a sus presas, sean éstas otros perros, otros animales o personas.
Cabe decir que aun cuando oficialmente se define a la raza como originaria del Reino Unido, lo cierto es que mucho antes de su aprobación como tal raza por parte del Kennel Club y de la confección de su estándar racial (que ha variado muy poco desde su aprobación en el año 1924), lo cierto es que en la península ibérica existieron ejemplares de morfología similar, como lo demuestran los grabados de Goya (c.1800) y, más aún, el óleo de grandes proporciones titulado Patio de caballos de la antigua plaza de Madrid, antes de la corrida, de Manuel Castellanos, que data de 1853 y que retrata dos perros alanos que bien pudieran pasar por bullmastiffs modernos[cita requerida].
De hecho, con mucha anterioridad, existían ya «perros de toros» (nombre dado al alano español) en la península ibérica, que eran muy apreciados por su valentía y poderío; tanto es así que la propia Catalina de Aragón, cuando viajó a Inglaterra para casarse con Enrique VIII, llevó, como parte de su ajuar, a varios de estos animales para ser utilizados allá, afición que se puso muy de moda entonces y que continuó siendo muy apreciada en tiempos de Isabel I y de María Estuardo.

## Descripción

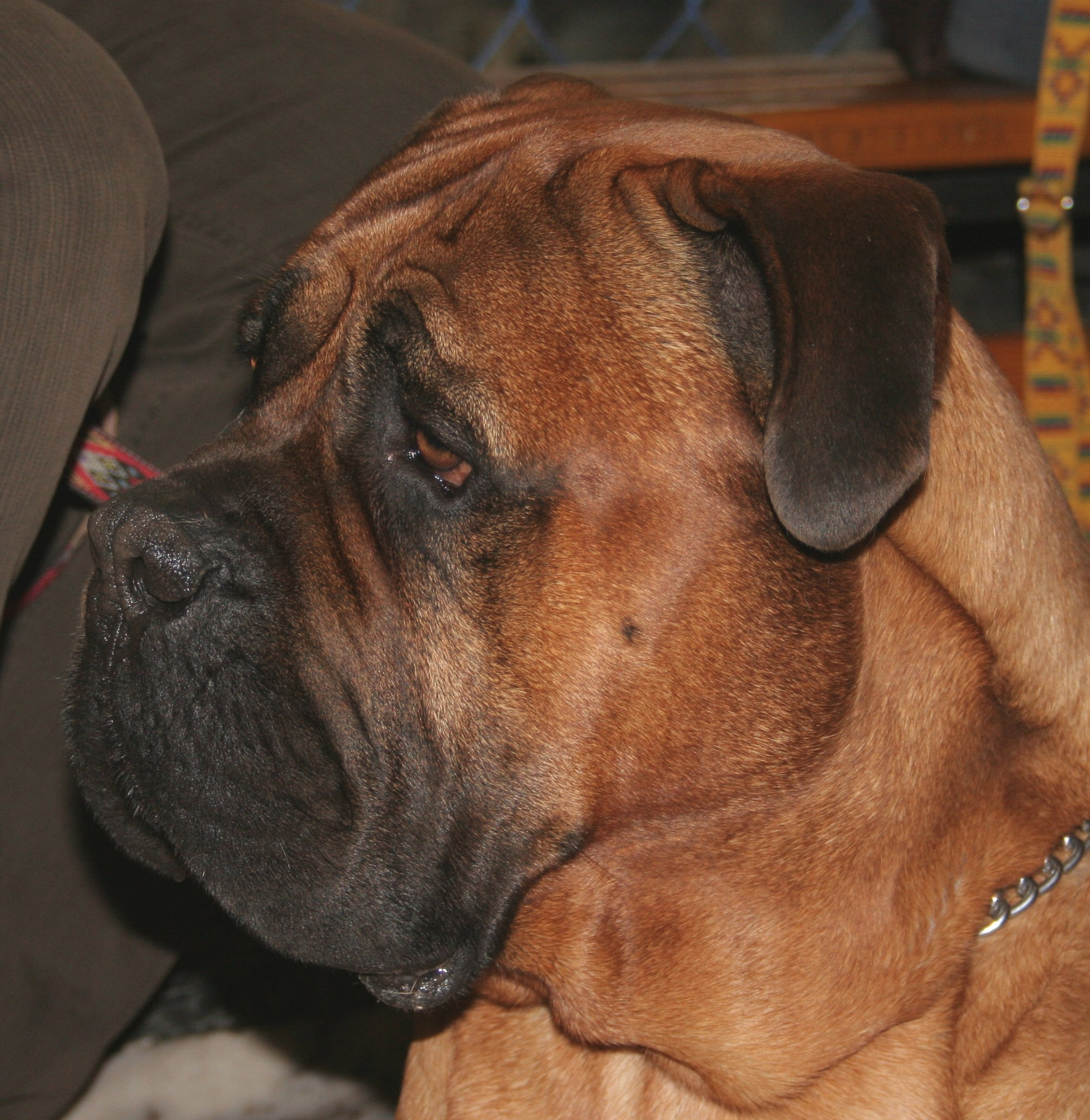
Cabeza de bullmastiff

De aspecto imponente y eminentemente disuasorio, es un animal de buenos huesos, pecho ancho y profundo, y espalda potente. Su cabeza, cuadrada vista desde cualquier ángulo, con orejas en V de color más oscuro que el manto y preferentemente negras, sobre la que predomina un morro ancho y de mediana longitud, recubierto de una máscara negra que se extiende hacia y alrededor de los ojos que han de ser igualmente oscuros (preferentemente color avellana, castaño, castaño oscuro o negro, nunca amarillos ni ámbar), de mirada intensa y profunda, es su principal y más característico sello de identidad. De pelo corto, su manto puede ser leonado, abarcando todas las tonalidades desde el arena hasta el rojo hígado, o atigrado. 
El macho típico, cuando alcanza su pleno desarrollo físico, hacia los tres años y medio de edad, viene a medir entre 64 y 69 cm a la cruz con un peso entre 49,5 y 59,5 kg. La hembra adulta, cumplidos los dieciocho meses, suele pesar de 41 a 49,5 kg y mide entre 61 y 66 cm.
Guardián inteligente, discreto, eficaz y con gran capacidad de discriminación, es poco ladrador, muy casero y solo moderadamente activo, por lo que se adapta perfectamente a la vida en piso y en ciudad.
Al contrario que otras razas molosoides, se caracteriza por aceptar las órdenes que le impongan todos los miembros de la casa, incluso los más pequeños, y no ser «perro de un solo dueño», lo cual facilita su convivencia con la familia.
Su aseo y mantenimiento es sencillo, por tratarse de un perro de pelo corto, con una muda anual en primavera. Unas sesiones de cepillado enérgico a pelo y a contrapelo, tres veces por semana bastarán para mantener su pelo limpio y brillante y evitar el olor corporal. Los baños, que alteran el pH de la piel, están totalmente desaconsejados y, si alguna vez se precisa bañarlo, es imprescindible hacerlo con champú pH neutro y agua tibia, aclarando abundantemente, para eliminar todos los restos de jabón, y secando luego meticulosamente todo el cuerpo.
Es fundamental que el ejercicio sea muy controlado durante la etapa crítica de crecimiento (hasta los 15-16 meses los machos y los 10 meses las hembras), para evitar problemas musculoesqueléticos en el adulto. Por esta misma razón deberá evitarse el sobrepeso en el cachorro. 
El adiestramiento en ataque está totalmente desaconsejado.